# 盧森堡的瑪麗-阿黛拉伊德
盧森堡的瑪麗-阿黛拉伊德（法語：Marie-Adélaïde de Luxembourg，1924年5月21日—2007年2月28日），盧森堡女大公夏洛特的次女。

## 家庭
1958年，瑪麗-阿黛拉伊德與卡爾·約瑟夫·亨克爾（Karl Josef Henckel）結婚，兩人共有3子1女：
1. 安德烈（Andreas，1959年出生）
2. 費利克斯（Félix，1960年出生）
3. 海因里希（Heinrich，1961年出生）
4. 夏洛特（Charlotte，1965年出生）